# Historiciteit van Mohammed
De historiciteit van Mohammed betreft de mate waarin geschiedkundigen een reconstructie kunnen maken van zijn leven. De meeste historici erkennen het bestaan van Mohammed hoewel er over zijn leven zeer weinig bekend is. Er is geen enkele bekende bron uit zijn tijd waardoor elke overgeleverde schriftelijke bron secundair is. Er zijn bijzonder weinig archeologische aanwijzingen over zijn leven omdat de Saoedische regering over het algemeen onwelwillend staat tegenover archeologisch islamonderzoek.
De vroegste bronnen met informatie over het leven van Mohammed (circa 570-632) zijn de Koran, de Hadith (de verzameling van citaten en daden van Mohammed) en de Sira (biografieën van Mohammed). Wetenschappers vinden deze bronnen onbetrouwbaar om de historische figuur van Mohammed te reconstrueren omdat ze zijn geschreven door mogelijk weinig objectieve volgelingen en vooral omdat ze dateren uit de periode van na zijn dood.
De vroegste niet-islamitische bronnen die Mohammed dateren zijn van enkele jaren na Mohammeds dood en beschrijven zijn positie als machthebber over de aan de Rode Zee grenzende delen van Arabië. Een Armeense kroniek is de eerste niet-islamitische bron die Mohammed, als een handelaar die bekend was met de Joodse geschriften en meende te beschikken over Goddelijke inspiratie, in een religieuze context plaatst.

## Koran
De Koran noemt Mohammed vijf keer bij naam, waarbij vooral zijn positie als profeet van God wordt benadrukt. De enige informatie die de Koran geeft over Mohammed zelf is dat hij analfabeet was. Sommige wetenschappers vermoeden dat het expliciet vermelden dat Mohammed niet kon lezen of schrijven vooral dient om lezers te overtuigen dat Mohammed joodse of christelijke geschriften niet kon kennen. Hoewel het onmogelijk is te achterhalen of Mohammed daadwerkelijk analfabeet was, merken diverse historici op dat Mohammeds beroep als handelaar moeilijk te vervullen zou zijn geweest zonder enige geletterdheid.

## Hadith en Sira
De Hadith zijn de in grote verzamelingen door islamitische schrijvers vastgelegde overleveringen over het doen en laten en uitspraken van Mohammed, waarvan de meeste in de 8e en 9e eeuw vanuit een eerdere orale traditie zijn opgeschreven. Zowel Soennieten als Sjiieten beschikken over verschillende volumes aan Hadith, waarbij onderling grote verschillen bestaan. De meeste soennitische Hadith zijn in de 9e eeuw opgetekend door Al-Bukhari en Moslim ibn al-Hajjaj, die uit de hen bekende overlevering uiteindelijk een 7000-tal Hadith als geloofwaardig beschouwden en waarvan ongeveer 3000 varianten zijn van dezelfde overlevering. Een Sira is de islamitische benaming voor een biografie van Mohammed uit de eerste eeuwen na zijn dood.
De Hadith en Sira zijn geen van allen primaire bronnen en in de meeste gevallen pas tweehonderd jaar na Mohammeds dood opgetekend. Niet alle Hadith zijn origineel, een aantal Hadith betreffen Syrische of Perzische spreekwoorden of zijn aantoonbaar overgenomen uit Thora- of Bijbelgeschriften, en veel latere Sira zijn gedetailleerder dan de vroegst bekende, wat de betrouwbaarheid schaadt. Hoewel de Hadith en Sira niet te verifiëren en dus onbetrouwbaar zijn, beschouwen veel wetenschappers ze als onontbeerlijk bij het beschrijven van het leven van Mohammed omdat een levensloop schetsen anders vrijwel onmogelijk zou zijn.

## Armeense kroniek
De oudste niet-islamitische bron dateert uit het jaar 660. Hierin schrijft de Armeense kroniekschrijver Sebeos over het ontstaan van de islam en Mohammed. Hij deed dit dertig jaar na de dood van Mohammed, in een tijd waarin de opvolgers van Mohammed, de kaliefen, reeds Arabië, Irak, Iran en de Levant hadden veroverd.
Sebeos beschrijft hoe een groep Joden de macht overneemt in Edessa (het huidige Urfa in Turkije) nadat Perzische soldaten deze voorheen Byzantijnse stad hebben verlaten. Wanneer de Byzantijnse keizer Herakleios hen beveelt de stad te verlaten reizen zij door het gebied van de Arabieren. Om zich van hun vriendschap te verzekeren benadrukken de Joden hun verwantschap zoals deze beschreven is in de Thora. Abraham wordt hierin beschreven als hebbende acht zonen, waarvan Izaak als stamvader van de joden en Ismaël als stamvader van de Arabieren wordt gezien. De joden slagen erin de Arabische stam te overtuigen van hun verwantschap, maar omdat hun religies verder te veel verschillen blijft het daar bij.
Echter, zo schrijft Sebeos:
Rond deze tijd kwam een zekere man die behoorde tot deze zelfde zonen van Ismaël, wiens naam Mohammed was, een handelaar, die hen leerde de God van Abraham te erkennen, vooral omdat hij geleerd was in de verhalen van Mozes. Omdat het bevel door God geven was, beval hij hen allemaal samen te komen en zich in geloof te verenigen. Ze stopten hierop ijdele zaken te aanbidden en wendde zich tot de levende God die zich aan hun vader Abraham had getoond. Mohammed bepaalde hierop dat zij geen aas meer mochten eten, geen wijn meer mochten drinken, geen leugens meer mochten vertellen en geen overspel meer mochten plegen.
Volgens Sebeos was Mohammed een handelaar, iets wat ook door alle Sira wordt herhaald, en prediker. Opvallend is de nadruk die Sebeos legt op de kennis van Mozes die Mohammed zou bezitten, omdat dit de meestgenoemde profeet in de Koran betreft. De connectie tussen de joodse religie en Arabische stammen is er ook een die in veel Hadith en Sira aandacht krijgt, zij het niet in de zin die door Sebeos wordt beschreven, waarbij het Joden zijn die de Arabieren kennis geven van Abraham.